# Stig Thiderman
Stig Erik Thiderman, född 19 november 1920 i Zinkgruvan Närke, död 1973 i Södertälje, var en svensk målare, grafiker och träskulptör.
Han var från 1949 gift med Yvonne Mattsson. Thiderman studerade skulptur vid Lena Börjesons skulpturskola i Stockholm och för Astrid Noack i Köpenhamn innan han fortsatte med måleristudier för André Lhote i Paris 1948–1952. Under sin studietid genomförde han studieresor till ett tiotal olika länder i Europa. Han tilldelades ett stipendium från Svensk-norska samarbetsfonden 1963. Separat ställde han bland annat ut i Södertälje ett flertal gånger och Flen. Tillsammans med Torsten Thunberg ställde han ut i Nyköping och han medverkade i ett flertal av Örebro läns konstförenings samlingsutställningar och Länets konst på Örebro läns museum sedan början av 1950-talet, Sörmlandssalongerna som visades på olika platser i Sörmland och utställningar med Södertäljekonstnärer i Södertälje 1950–1970. Hans konst består av figurkompositioner, stilleben och  landskap från olika världsdelar samt polykroma träskulpturer och träsnitt. Thiderman är representerad vid Södertälje kommun, Eskilstuna kommun, Nyköpings kommun, Landskrona kommun och Katrineholms kommun.